# 向井成一郎
向井 成一郎（むかい せいいちろう 、3月22日 生まれ ）は、北海道新冠町出身の男性シンガーソングライター、音楽プロデューサー、作詞作曲家、ボイストレーナー

## プロフィール
北海道の広大な牧場で生まれ育つ。彼独特の甘い声はマシュマロボイスの異名をもち、ソロ活動の他、様々なスタジオワーク/ツアーサポート（鈴木雅之、DREAMS COME TRUE、米倉利紀、光永亮太他）にも参加している。

## 来歴
1995年YOSAKOIソーラン祭りエンディングテーマ「僕は僕のままさ」を作詞作曲、本格的に音楽活動開始
1998年「北極星」を制作。YOSAKOIソーラン祭りのエンディングテーマに採用される
2004年3月には韓国ソウル市内でストリートライブ敢行。6月発売のアルバム「オレンジハート」では、韓国ドラマ「冬のソナタ」主題歌をオリジナルの日本語でカバーし注目を集める。12月YOSAKOIソーラン祭り公式ED「北極星」を発売
2006年9月、2ndアルバム「三軒茶屋→いつか飛行場で」発売
2007年6月より、ライブツアー「Acoustic Tour’07〜梅雨空が晴れる頃〜」開催
2008年4月、結城安浩と共に音楽ユニット「NO!PAN!!」を結成。（2009年よりユニット名をHANASAKA23に変更）。6月よりライブツアー「Acoustic Tour’08〜LIFE IS〜」開催

## 作品

### 楽曲提供
- 引っ越しました｜作詞：秋元康｜作曲：向井成一郎｜AKB48,HKT48
- 約束のREUNION｜作詞：こだまさおり｜作曲：向井成一郎｜ルシア (CV:下野紘)
- 薄紅の誓い｜作詞：こだまさおり｜作曲：向井成一郎｜クラウス(CV:安元洋貴)
- ビロードの夜｜作詞：こだまさおり｜作曲：向井成一郎｜平川大輔
- 虹色｜作詞：こさかなおみ｜作曲：向井成一郎｜浪川大輔
- ねがい｜作詞：茶太｜作曲：向井成一郎｜茶太
- 永遠の煌めき｜作詞：東山綾｜作曲：向井成一郎｜羽多野渉
- あそびにいくヨ！～ねこみみＷＡＲＲＲＲＲＲＲＰ～｜作詞：くまのきよみ｜作曲：向井成一郎｜川澄綾子
- ギュッてして！｜作詞作曲：向井成一郎｜石坂ちなみ
- 涙の数だけ強くなる｜作詞作曲：向井成一郎｜松山まみ

### 参加作品
- アニメヒーリングシリーズ アニマージュ2（2002年）｜河井英里、向井成一郎
- ONE PIECE ウィーアー！Song Complete（2018年）

### ソロ作品：シングル
- 北極星 (2004年12月15日)
- ミスタームーンライト/少年の歌 (2005年10月5日)
- 音楽処 (ミュージックショップ音楽処限定販売) (2005年12月4日)
- 路次ック・1 (Acoustic Tour '07〜梅雨空が晴れる頃〜 限定販売) (2007年6月22日)
- 路次ック・2 (Acoustic Tour '08〜LIFE IS〜 限定販売) (2008年6月20日)
- ピーマンソング（新冠町応援曲）
- 満員電車ヨガ

### ソロ作品：ミニアルバム
- 真夜中大通り (2002年11月30日)
- オレンジハート (2004年6月30日)

### ソロ作品：アルバム
- 三軒茶屋→いつか飛行場で (2006年9月20日)
- 道-michi-(2010年11月5日)

### ソロ作品：DVD
- Acoustic Tour '07 ～梅雨空が晴れる頃～ (2007年12月15日)
- Acoustic Tour '08 ～LIFE IS～ (2008年12月27日)
- 向井成一郎 Live Tour '09 ～夏・秋の夜の宴 to 札幌時計台ライブ2009～

### HANASAKA23関連
- 2010年2月6日　限定プレミアムCD - 全2曲収録
  - 1.NO PANのテーマ　2.悲しくてやりきれない
- 2010年6月6日　HANASAKA23 - 全5曲収録
  - 1.ここから始めよう　2.風のバタフライ　3.虹の根本を探しに行こう
  - 4.HANASAKA　5.ここから始めよう～Acoustic live version 09～

### 参加作品
- animage2 アニメヒーリングシリーズ アニマージュ2~NEW ANIMATION SONGS~ (2002年3月22日)
- とある魔術の禁書目録IIアーカイブス3（コーラス(幻想、もしくはそれに等しいもの)/2011年5月25日）